# Portelek (Magyarország)
Portelek Jászberény város településrésze. 2023. február 20-ig önálló postahivatala volt. Postai irányítószáma: 5152.

## Fekvése
Jászberény központjától 14 kilométerre délre található 
, Pest vármegye határától kevesebb, mint 2 kilométerre.
A legközelebbi határos települése a tőle 4-5 kilométerre eső délnyugati szomszédja, Farmos, amely már úgyszintén Pest vármegyéhez tartozik. Nagyjából hasonló távolság választja el keleti irányban Alattyántől és Jánoshidától, illetve délkeleti irányban Jászboldogházától is, de utóbbiak egyikével sincs közvetlen közúti kapcsolata.

### Megközelítése
Közúton a Jászberényből Farmosra vezető 3117-es útból kiágazó 31 122-es számú mellékúton érhető el.
A hazai vasútvonalak közül a Hatvan–Újszász-vasútvonal érinti, melynek egy megállási pontja van itt (pontosabban a lakott területétől mintegy 2 kilométerre északkeletre). Portelek vasútállomás közúti elérését a településrész központjából induló 32 129-es számú mellékút teszi lehetővé.

## Története
Több Árpád-kori település is feküdt a mai jászberényi határban. Ezek egyike az oklevelekben "Iva" néven szereplő falu volt, amelyet a Portelek keleti szélén előkerült templom- és faluhellyel azonosítanak. A település a 13. században a sági monostor birtokába kerül, majd királynéi birtok lesz, a 14. század közepére pedig elnéptelenedik.
A 18. században már megkezdődött (leginkább a szegényebb, főleg állattartó) gazdák kiköltözése Jászberény városából az ún. homokszéli tanyákra. Ők voltak Portelek első lakói. Eleinte rozsot, zabot, krumplit termeltek a homokon, majd szőlőt és gyümölcsfákat telepítettek.
Az itteni római katolikus jász lakosság vallási igényeit az első időkben a városból kijáró ferences szerzetesek elégítették ki, míg 1870-ben közadakozásból fel nem épült az imaház (1900 óta már templom áll a helyén), valamint mellette a településrész első iskolája. Az első tanító Mikola János volt. 1913-ban új iskolaépületet emeltek (1 tanteremmel), de továbbra is csak egy tanító foglalkozott a kb. 150 kisdiákkal. 1926-ban aztán új tantermet építettek az iskolához, és egy új tanítói állást is létrehoztak. A katolikus hitélet jelentősen fellendült, hiszen 1928-tól helyi lelkészség, 1950-től pedig plébánia működött Porteleken.
A településrész lakossága 1910-ben 668 fő, 1930-ban pedig 641 fő volt.
1948-ban itt is sor került az iskola államosítására. Ekkor 148 tanulójával 3 tanító foglalkozott. A következő években a tanulók és tanítók létszáma is gyarapodott, így 1955-ben új iskolaépületet emeltek, amelyet 1988-ban új szárnnyal bővítettek és korszerűsítettek. Az 1990-es és 2000-es évek gyermeklétszám-csökkenése miatt 2007-ben az iskolát bezárták, a tanulók iskolabusszal járnak át Jászboldogházára. Épületébe a Hétszínvirág Óvoda, a könyvtár és az orvosi rendelő költözött be, de a kulturális rendezvényeket is itt tartják. 2017-ben megnyílt a Nagy János Helytörténeti Gyűjtemény. A településrész (a csatornahálózat kivételével) közművekkel ellátott, a lakosság 619 fő (2020), és jelentős részben tanyákon él.

## Látnivalók
Nyúl-kereszt
1895-ben Sárközy János és felesége, Bartal Borbála út menti keresztet állított, amelyet Nyúl-keresztnek is hívnak. 1989-ben egy vihar ledöntötte, majd 2018. június 10-én a felújított kőkeresztet felszentelték.  Az emlékhely megáldását Szántó József főapát végezte, a felújítás Balog Gyulának, a helytörténeti gyűjtemény alapítójának köszönhető.
Szent Vendel szobra
Az 1949-ben állított porteleki Szent Vendel-szobor a Jászság egyik legszebb népies megformálású szobra volt. A jászsági pásztorok jellegzetes viseletét hordta, lábánál egy birkával és kezében egy kerek sajttal. A talapzatán a következő szöveg állt: „ ISTEN DICSŐSÉGÉRE / ÁLLÍTATTA / A / PORTELEKI / SZT.VENDEL / TÁRSULAT / 1949-BEN.” A porteleki út elágazásánál álló szép arányú, festett szobrot az 1980-as években ismeretlen tettesek ellopták és azóta sem került elő. A talapzata sokáig magányosan állt az út mentén, mígnem 1995-ben, a jászkun redemptio 250 éves évfordulója tiszteletére a porteleki Szent Vendel Társulat új szobrot készíttetett Velkei Vendel és Baranyi Balázs kőfaragókkal. A szobor sajnálatos módon igen kicsire sikerült, és egyáltalán nem hasonlít az elődjére. A mérete az óriás talapzathoz mérten rendkívül aránytalan, s így szokatlan látványt nyújt.

## Híres emberek
- Itt született 1923-ban Pesti Kálmán.
- Itt született Baranyi Károly fizikus 1949. március 9-én

## Külső hivatkozások
- Portelek vasútállomás
- H. Bathó Edit–Faragó László: Szent Vendel szobrok a Jászságban